# Lentigny (Fribourg)
Pour les articles homonymes, voir Lentigny.
Lentigny (Lentinyi  en patois fribourgeois) est une localité et une ancienne commune suisse du canton de Fribourg, située dans le district de la Sarine.

## Histoire
Les premières traces d'occupation sur le site de Lentigny remontent au néolithique, puis à l'époque gallo-romaine. Pendant le Moyen Âge, le village fait partie de la seigneurie de Montagny elle-même sous la souveraineté de la Savoie, avant d'être intégré, à la suite de la guerre de Bourgogne, dans le bailliage de Montagny de 1478 à 1798. Érigé en commune, il est successivement inclus dans les districts de Payerne jusqu'en 1803, de Montagny jusqu'en 1814, de Fribourg jusqu'en 1848 avant de rejoindre le district de la Sarine à sa création.
Le 1er janvier 2001, les trois communes de Lentigny, Lovens et Onnens ont fusionné pour créer la nouvelle commune de La Brillaz.

## Patrimoine bâti
L'église Saint-André, située dans le village, est inscrite comme bien culturel d'importance régionale.

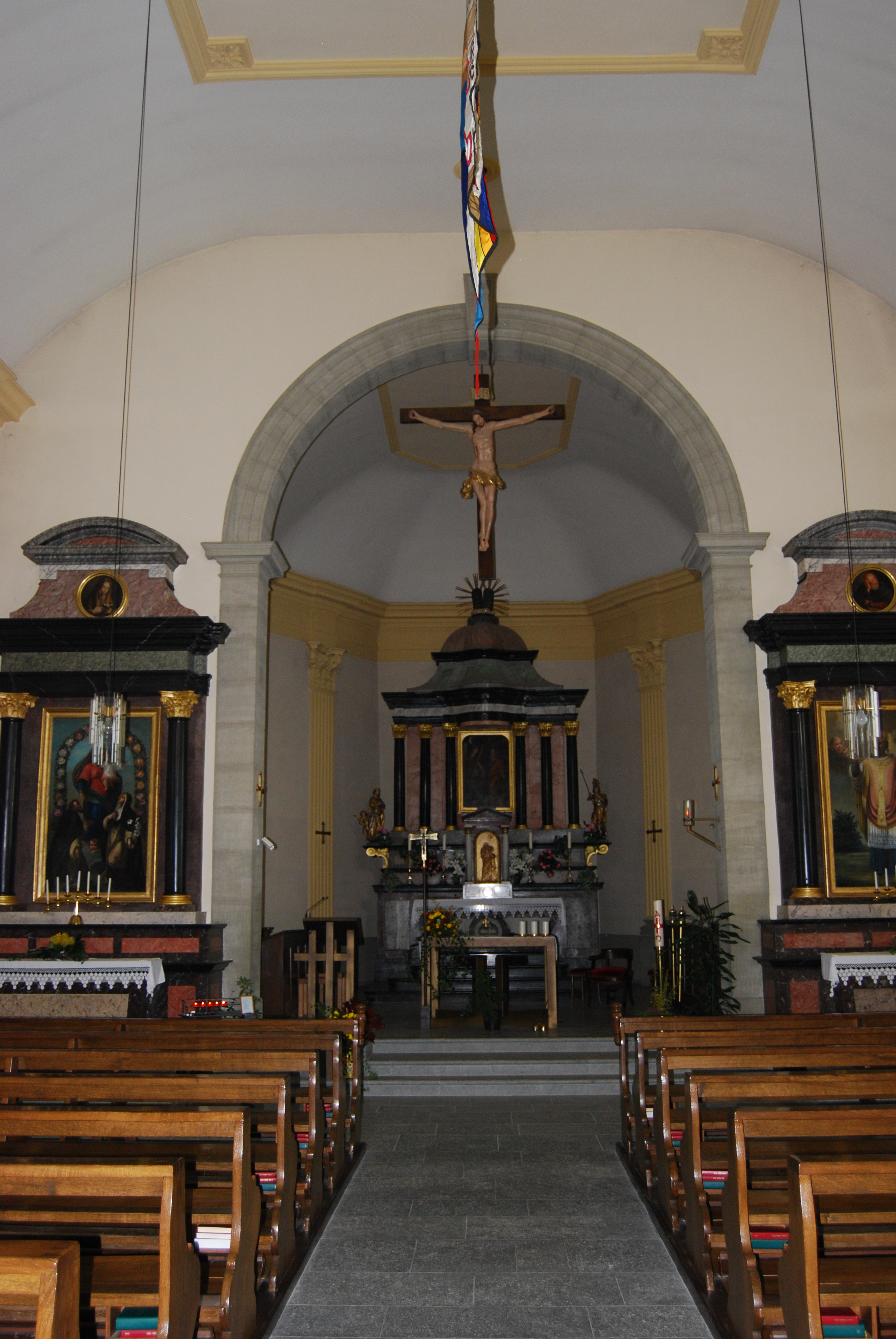